# Galleri Mors Mössa
Mors Mössa länkas hit, för tornet på Bohus fästning, se Bohus fästning.

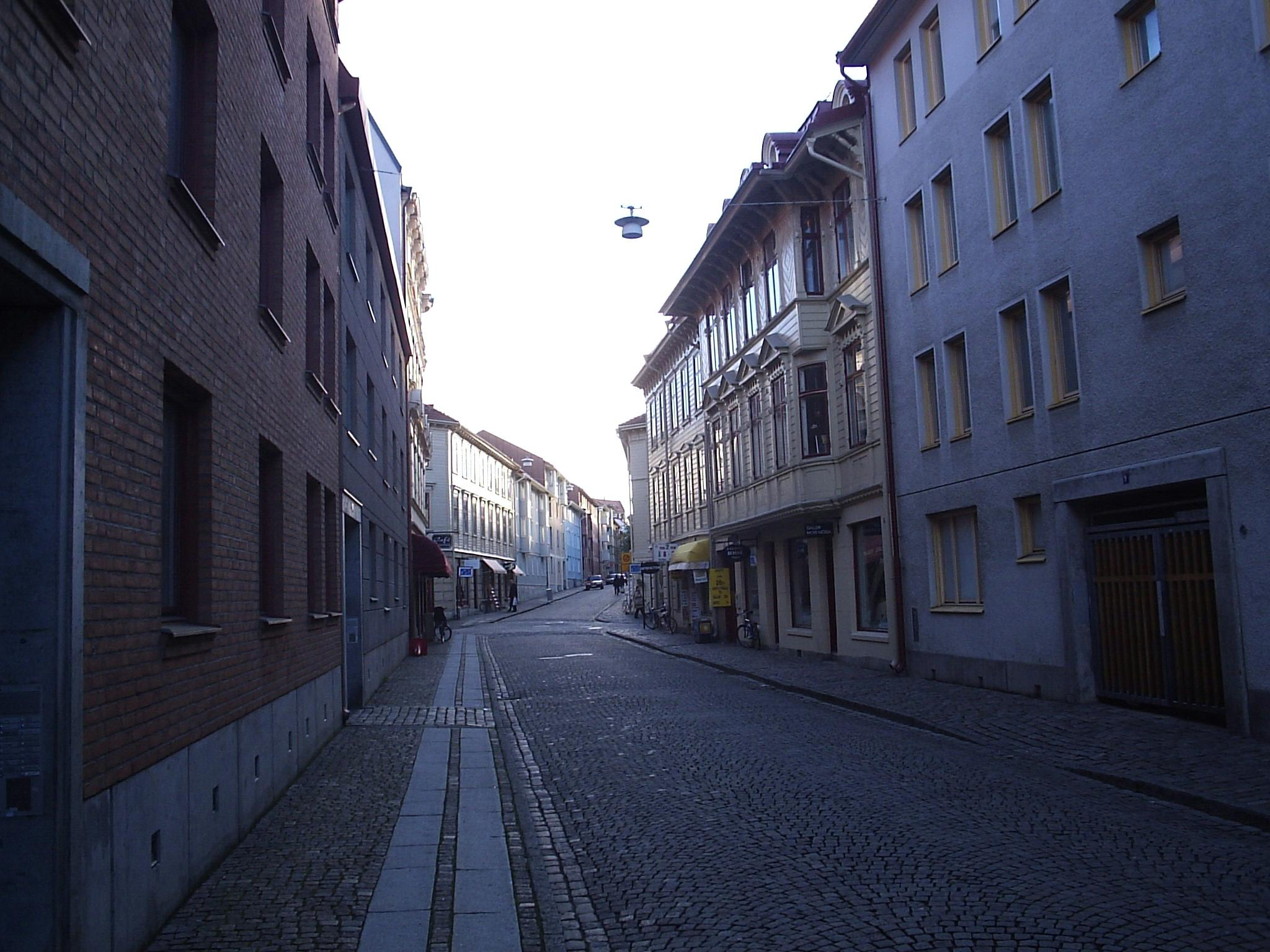
Galleri Mors Mössa låg i gatuplan på Husargatan 11 i Haga, vilket är trähuset till höger i bild.

Galleri Mors Mössa ofta bara kallat Mors mössa var ett konstgalleri som startades av Margareta Orreblad (1934-2016) 19 april 1969 i en lokal vid Gamla torget i Kungälv. Galleriet tog sitt namn efter det raserade tornet Mors mössa på Bohus fästning. 1973 flyttade galleriet till Änggården i Göteborg för att på 1990-talet slutligen flytta till Haga där Orreblad drev galleriet på Husargatan 11 fram till sin död 2016. En av principerna bakom galleriet var att konstnärer bara fick ställa ut där en gång, vilket dock frångicks vid något tillfälle. Detta resulterade i att många unga eller nyligen utexaminerade konstnärer hade en av sina första utställningar på galleriet. En annan princip var att fokus inte låg på måleri utan andra konstnärliga uttryck. 
År 1993 blev Galleri Mors Mössa konsulat för Konungarikena Elgaland-Vargaland, ett pågående konstprojket av Leif Elggren och Carl Michael von Hausswolff. Duon tillhör fåtalet som har fått ställa ut på galleriet vid mer än ett tillfälle. Första gången var 1982 i Änggården under utställningen Konstant arbete under 48 timmar tillsammans med Erik Pauser och Thomas Liljenberg och andra gången 2008.
Margareta Orreblad gick bort 1 september 2016. Den då pågående utställningen med konstnären Aldo Zetterman blev därför den sista och galleriet stängde den 10 september 2016.